# فهرست شاهان اردن
سلطنت اردن در ۱۹۲۱ و با کمک بریتانیا شکل گرفت. پسران شریف حسین بن علی به‌عنوان پادشاهان عراق و اردن منصوب شدند. عبدالله اول در ۱۱ آوریل ۱۹۲۱ به مقام امیری فرا-اردن رسید و تا ۲۵ مه ۱۹۴۶ که فرا-اردن استقلال یافته و پادشاهی هاشمی فرا-اردن شکل گرفت در این مقام باقی ماند. او پس از استقلال اردن به عنوان نخستین پادشاه آن کشور تاجگذاری کرد و در ۳ آوریل ۱۹۴۹ نام کشور به اردن هاشمی کوتاه گردید.
اصلیت دودمان هاشمی به حجاز باز می‌گردد که امروزه بخشی از عربستان سعودی است.

## دودمان هاشمی اردن (۱۹۲۱-تاکنون)

### امیرنشین فرا-اردن
| تصویر | نام         | زادروز     | امیر از | امیر تا | مرگ                     |
| ----- | ----------- | ---------- | ------- | ------- | ----------------------- |
|       | عبدالله اول | فوریه ۱۸۸۲ | ۱۹۲۱    | ۱۹۴۶    | ۲۰ ژوئیه ۱۹۵۱ (ترور شد) |

### اردن هاشمی
| تصویر | نام             | زادروز         | شاه از        | شاه تا                  | مرگ                     |
| ----- | --------------- | -------------- | ------------- | ----------------------- | ----------------------- |
|       | عبدالله اول     | فوریه ۱۸۸۲     | ۲۵ مه ۱۹۴۶    | ۲۰ ژوئیه ۱۹۵۱ (ترور شد) | ۲۰ ژوئیه ۱۹۵۱ (ترور شد) |
|       | طلال بن عبدالله | ۲۶ فوریه ۱۹۰۹  | ۲۰ ژوئیه ۱۹۵۱ | ۱۱ اوت ۱۹۵۲ (برکنار شد) | ۷ ژوئیه ۱۹۷۲            |
|       | ملک حسین        | ۱۴ نوامبر ۱۹۳۵ | ۱۱ اوت ۱۹۵۲   | ۷ فوریه ۱۹۹۹            | ۷ فوریه ۱۹۹۹            |
|       | ملک عبدالله دوم | ۳۰ ژانویه ۱۹۶۲ | ۷ فوریه ۱۹۹۹  | تاکنون                  | تاکنون                  |